# Едмундо Гонсалес
Едмундо Гонсалес Уррутія (ісп. Edmundo González Urrutia; нар. 29 серпня 1949, Ла-Вікторія, Венесуела) — венесуельський опозиційний політик, дипломат і політолог. Працював послом Венесуели в Аргентині й Алжирі. Входить до редакційної колегії газети «El Nacional». Був кандидатом у президенти від політичного альянсу «Єдина платформа» на президентських виборах у Венесуелі 2024 року. За даними опозиції, є переможцем виборів, та визнаний як обраний президент урядами 14 країн.

## Біографія

### Ранні роки
Народився 1949 року в Ла-Вікторії в сім'ї шкільного вчителя та власника магазину. Здобув ступінь у галузі міжнародних досліджень у Центральному університеті Венесуели та 1981 року ступінь магістра мистецтв у галузі міжнародних відносин в Американському університеті.

### Дипломатична кар'єра
Розпочав дипломатичну кар'єру, працюючи у Міністерстві закордонних справ Венесуели. Працював у Сальвадорі та Бельгії, а потім 1978 року став першим секретарем посла Венесуели у США.
У 1991—1993 роках обіймав посаду посла Венесуели в Алжирі. З 1994 до 1999 рік очолював Головне управління міжнародної політики Міністерства закордонних справ. Наприкінці лютого 1999 року прибув до Аргентини разом з президентом Венесуели Уго Чавесом, який нещодавно вступив на посаду, отримавши вірчі грамоти на посаду посла. Перебуваючи в Аргентині, він сприяв вступу Венесуели до Меркосур. Його робота на посаді посла в Аргентині закінчилася 2002 року.

### Політична кар'єра
У 2013—2015 роках був міжнародним представником політичного альянсу венесуельської опозиції «Круглий стіл демократичної єдності».

#### Президентська кампанія 2024 року
У 2020-х роках очолив опозиційний політичний альянс «Єдина платформа», наступник «Круглого столу демократичної єдності».
Після того, як Національна виборча рада оголосила Марію Мачадо, яка виграла президентські праймеріз «Єдиної платформи» 2023 року такою, яка не мала права обіймати політичні посади, а альтернативний кандидат Коріна Йоріс постала перед труднощами, які не дозволили їй висунути свою кандидатуру, Гонсалес був змушений вступити в президентські перегони як кандидат від «Єдиної платформи» 26 березня 2024.
20 квітня 2024 року інший значний кандидат від опозиції Мануель Росалес (партія «Новий час», від якої був висунутий Росалес, перебуває в «Єдиній платформі», але все ж спочатку висунула свого кандидата) зняв свою кандидатуру і підтримав Гонсалеса.
У квітні 2024 року Гонсалес заявив, що Венесуела має владнати внутрішні конфлікти і йти до перехідного періоду. Свою участь у виборах аргументував тим, що робить внесок у єдність та боротьбу за демократизацію. Гонсалес назвав Марію Мачадо лідером опозиції та унітарного процесу. Також заявив, що має на меті об'єднання венесуельців, повернення політичних вигнанців, відновлення економіки та демократії. Після виборів Гонгалес понад місяць таємно переховувався в посольстві Нідерландів у Каракасі, після чого поїхав до Іспанії, де отримав політичний притулок.
3 вересня 2024 року Венесуельський суд видав ордер на арешт Гонсалеса, його звинуватили в різних злочинах, серед яких змова, фальсифікація документів та узурпація повноважень.

## Особисте життя
Одружений з Мерседес Лопес де Гонсалес.